# Верхнее Маслово
Верхнее-Маслово — деревня в Зарайском районе Московской области в составе муниципального образования сельское поселение Струпненское (до 29 ноября 2006 года входила в состав Струпненского сельского округа), деревня связана автобусным сообщением с райцентром и соседними населёнными пунктами.

## Население
| 2002 | 2006 | 2010 |
| ---- | ---- | ---- |
| 78   | →78  | ↘61  |

## География
Верхнее-Маслово расположено в 8 км на юго-запад от Зарайска, на реке Незнанке, у впадения притока Прогонка, высота центра деревни над уровнем моря — 132 м.

## История
Верхнее-Маслово впервые упоминается в Платёжных книгах 1595 года, как сельцо.
В 1790 году в деревне числилось 22 двора и 193 жителя, в 1858 году — 26 дворов и 303 жителя, в 1906 году — 63 двора и 442 жителя.
В 1929 году был образован колхоз «Культура», с 1961 года — в составе совхоза «Чулки-Соколово».
В Маслово с XVII века существовала Дмитриевская церковь; в 1766 году помещиком Иваном Степановичем Ракитиным была построена новая церковь, освящённая во имя Николая Чудотворца. Современная кирпичная церковь в русском стиле была построена в 1905 году, закрыта в середине XX века, в конце 1990-х годов возвращена верующим, действует.